# René Lochu
Pour les articles homonymes, voir Lochu.
René Lochu, né le 26 août 1899 à Vannes (Morbihan) et mort dans la même ville le 6 juillet 1989, est un ouvrier tailleur, militant syndicaliste et anarchiste.
En 1968, il rencontre Léo Ferré et lui inspire la chanson Les Étrangers éditée sur l'album L'Espoir en 1974.

## Biographie
Fils d'un maréchal-ferrant et d'une cantinière, né dans une caserne, il devient ouvrier tailleur dans la confection après l'obtention de son certificat d'études  primaires.
En 1918, il est mobilisé et affecté dans la Marine. Il prend part en avril 1919, en Mer Noire, à l'évacuation d'Odessa, puis au convoyage des troupes contre-révolutionnaires du général tsariste Anton Dénikine. C'est l'époque des mutineries de la mer Noire.
Démobilisé en janvier 1921, il reprend son métier de tailleur qu'il exerce à l'Arsenal de Brest.
En 1923, c'est à la Maison du Peuple de Brest qu'il rencontre le groupe anarchiste local et commence à militer, en 1924, au syndicat CGT de l'habillement.
Trésorier du Comité de défense sociale de Brest, il participe à la campagne internationale de soutien à Sacco et Vanzetti et aide des libertaires italiens fuyant le fascisme.
En 1927, il rencontre Nestor Makhno de passage en Bretagne.
Au début des années 1930, il est membre de la Ligue internationale des combattants de la paix.
En août 1936, il participe au Comité pour l'Espagne libre de la Solidarité internationale antifasciste créée par Louis Lecoin pour soutenir la révolution espagnole puis aider les réfugiés républicains.
En 1939, il diffuse le tract de Louis Lecoin « Paix immédiate », ce qui lui vaut une perquisition policière.
Pendant l'occupation allemande, il remarque que « tout militant ayant exercé une certaine activité à la Maison du Peuple avait tout à craindre. De temps à autre nous apprenions l'arrestation d'un ou plusieurs copains. Lorsque, tôt le matin, j'entendais dans l'escalier des pas inconnus, je pensais : Gestapo ! »
Il est contraint de fuir les bombardements intensifs sur Brest pour Lorient puis Vannes où il reprend ses activités militantes à partir de 1944.

### Rencontre avec Léo Ferré
Fin avril 1968, il organise en Bretagne, une mini-tournée de Léo Ferré. Marqué par la gentillesse et la générosité de Lochu, cette rencontre inspire à Ferré la chanson Les Étrangers (L'Espoir, 1974) marquée par la solitude et l'amitié. À travers la figure de Lochu, à la fois réelle et symbolique, Ferré rend hommage au don de soi, qui permet parfois de tisser un lien éphémère entre des hommes « étrangers » les uns aux autres.

## Œuvres
- Libertaires, mes compagnons de Brest et d'ailleurs, avant-propos de Léo Ferré, postface de Maurice Laisant, Quimperlé, La Digitale, 2003, (OCLC 417315665),  (ISBN 9782903383725).

## Postérité
Un groupe libertaire René Lochu, membre de la Fédération anarchiste, est actif à Vannes en 2015,.

## Notices
- Dictionnaire biographique, mouvement ouvrier, mouvement social : notice biographique.
- Dictionnaire des anarchistes, « Le Maitron » : notice biographique.
- Dictionnaire international des militants anarchistes : notice biographique.
- L'Éphéméride anarchiste : notice biographique.
- René Bianco, 100 ans de presse anarchiste : notice.
- Centre International de Recherches sur l'Anarchisme (Lausanne) : notice bibliographique.

## Iconographie
- Fédération internationale des centres d'études et de documentation libertaires : Léo Ferré et René Lochu en août 1972, Sarzeau.

## Audiovisuel
- Patrick Clemence, René Lochu évoque son amitié avec Léo Ferré, 2010, voir en ligne.
- Léo Ferré, Les Étrangers, 1974, écouter en ligne.